# ジェームズ・ギャザーズ
ジェームズ・ギャザーズ（James Gathers、1930年6月17日 - 2002年6月1日）は、アメリカ合衆国の陸上競技選手である。 
彼は、1952年ヘルシンキオリンピックの男子200メートル競走で銅メダルを獲得した。

## 経歴
ギャザーズは、主に200メートル競走専門の選手だったが、ヘルシンキオリンピックのアメリカ国内最終予選では、100メートル競走の部門でもディーン・スミスと3人目のオリンピック出場選手候補の座を争っていた。選考ではスミスが選ばれ、ギャザーズは200メートル競走のみに出場することになった。
ヘルシンキオリンピックでギャザーズは、200メートル1次予選と準々決勝を1位で通過し、準決勝は2位となって決勝レースに進んだ。200メートルの決勝では同じくアメリカのアンディ・スタンフィールド、セイン・ベーカーについでゴールし、表彰台をアメリカ選手が独占する結果となった。